# Lista de filmes portugueses de 1943
Lista de filmes portugueses de longa-metragem lançados comercialmente em Portugal em 1943, nas salas de cinema.
Notas: Na secção coprodução, passando o cursor sobre a bandeira aparecerá o nome do país correspondente.
| # | Filme               | Realização            | Género  | Estreia        | Coprodução |
| - | ------------------- | --------------------- | ------- | -------------- | ---------- |
| 1 | Amor de Perdição    | António Lopes Ribeiro | Drama   | 12 de outubro  | —          |
| 2 | Ave de Arribação    | Armando de Miranda    | Drama   | 13 de setembro | —          |
| 3 | O Costa do Castelo  | Arthur Duarte         | Comédia | 15 de março    | —          |
| 4 | Fátima, Terra de Fé | Jorge Brum do Canto   | Drama   | 2 de junho     | —          |